# 木村庄之助 (22代)
22代 木村 庄之助（にじゅうじだい きむら しょうのすけ、1890年3月1日 - 1994年4月23日）は、大相撲の立行司の一人。1951年9月から1959年11月にかけて木村庄之助を襲名していた。本名は泉 林八、所属：竹縄（大阪）→出羽ノ海部屋、香川県三木郡牟禮村（現：高松市）出身。通称は泉の親方。

## 大阪相撲時代
1898年秋、尋常小学校を二年で中退して大坂相撲の竹縄部屋に入門し、1899年6月に木村金八の名で初土俵。1907年6月に木村信之助で幕下格、1909年5月十両格、木村錦太夫の名で1912年1月に幕内格となったが、1922年5月に、当時の大坂相撲が暴力団の組長によって運営され、東京相撲と比較にならないデタラメがまかり通っているのに愛想をつかし1923年5月場所限りで廃業。
最初の手ほどきを受けたのは岩井正朝だが、師と仰いだのは名人・木村越後（初代木村正直、8代木村玉之助）である。

## 行司時代
東京相撲に三河島事件が勃発、関東大震災が襲ったりして再出発が遅れたが、両國の出羽ノ海の誘いで1924年1月に東京大角力協会に移籍し、出羽ノ海部屋に所属した。
初代木村林之助、初代木村容堂、12代木村玉之助から18代式守伊之助を経て、22代庄之助となった。堅実で堂々とした土俵態度、正確な軍配裁きで、松翁の名誉尊号を許された20代木村庄之助に匹敵する名行司と称えられた。
22代庄之助在任中の昭和32年9月場所初日に交通事故に遭い、その影響で昭和33年3月場所まで長期間休場を余儀なくされたこともあった。
「髭の伊之助」といわれた19代式守伊之助とともに、大相撲人気絶頂である栃若時代の土俵を裁いたが、1959年11月、69歳のときに協会に65歳停年制が導入され伊之助と同時に退職、21年間の立行司生活であった。
最後になった1959年11月場所の場所前、熊本の吉田司家から「松翁を許すことが決まったから受けてもらいたい」という手紙が届いたが、庄之助が司家に相撲協会から了承を得ているか確認するとまだであったため、両者が協会に了承を取り付けに行くとなぜか反対の意向が強く、結局松翁を番付に記すことは無かった。彼は当時相撲協会改革に際し行なわれた「65歳停年制採用」「行司部屋独立」「行司による年寄襲名の廃止」「立行司名を年寄名跡より除外」等に反対していたため、これを理由に松翁襲名を嫌う親方が多く出たものといわれている。このため本人は後に「確かめようと思わないでそのまま受けておけばよかったかもしれない」とも語っている。松翁の名乗りを許す司家の書は本人存命の間はずっと自宅に飾られていた（没後は不明）。
28代庄之助、30代庄之助、32代庄之助は弟子である。

## 行司引退後
1961年より4場所ほど日本テレビの解説、翌1962年から3年間、NHKテレビの解説を担当した。
1987年、勲五等双光旭日章受章。この受章には当時の春日野理事長（栃錦）の尽力が大きかった。
平成に入ってからも長命を保ち、1994年4月23日心不全のため104歳で死去。確実な裏が取れているものとしては歴代の行司中（相撲関係者を入れても）最高齢記録であり、現在も保持している。

## 年譜
- 1924年1月 東京大相撲協会に移籍。
- 1925年1月 幕内格付出として再出発。初代木村林之助と改名。
- 1932年2月 三役格に昇進。
- 1936年3月 初代木村容堂と改名。
- 1939年1月 立行司に昇格。12代木村玉之助を襲名。
- 1940年5月 18代式守伊之助を襲名。
- 1951年9月 22代木村庄之助を襲名。
- 1959年11月 停年制導入のため引退。

## 著書
- 泉 林八『二十二代庄之助一代記』読売新聞社〈雑誌『大相撲』連載〉。